# Columbus II
 (mai 2016).
Si vous disposez d'ouvrages ou d'articles de référence ou si vous connaissez des sites web de qualité traitant du thème abordé ici, merci de compléter l'article en donnant les références utiles à sa vérifiabilité et en les liant à la section « Notes et références ».
Columbus II et Columbus III sont deux infrastructures de câbles sous-marin qui raccordent le continent européen au continent américain en traversant horizontalement l'Océan Atlantique.
Leurs noms sont probablement[réf. nécessaire] inspirés de Christophe Colomb.

## Columbus II
Il est opérationnel depuis 1994. Globalement, il s'agit d'un câble sous-marin de 12 300 km de long divisé en trois segments :
- Le premier segment, Columbus II-A, part du Mexique et rejoint la Floride et mesure approximativement 1 100 km.
- Le second segment, Columbus II-B, s'établit entre la Floride et les Îles Vierges (États-Unis) sur une longueur de 2 068 km[1].
- Le troisième segment, Columbus II-C, va des Îles Vierges (États-Unis) jusqu'à Palerme (Sicile, Italie) en faisant escale au Portugal et en Espagne (Îles Canaries).

## Aperçu technique
Columbus II est un câble téléphonique de communication sous-marin placé au fond de l'Océan Atlantique, aujourd'hui en fibre optique.

## Columbus III
Columbus_III (en) est opérationnel depuis 1999. Cette fois, le câble mesure 9 833 km de long.
Il part de l'Italie, Mazara del Vallo (Sicile, Italie) pour aboutir aux États-Unis (Hollywood, Miami, États-Unis). Sur son parcours il dessert trois villes : Conil en Espagne, Lisbonne au Portugal et Ponta Delgada aux Açores.

### Aperçu technique
Le câble est équipé de trente répéteurs et a une capacité de 20 Gb/s à ce jour (2016), alors qu'initialement son débit était de 10 Gb/s.